# 国立新美術館
国立新美術館（こくりつしんびじゅつかん、英: The National Art Center, Tokyo）は、東京・六本木にある美術館。日本で5館目の国立美術館として、2007年（平成19年）1月に開館した。黒川紀章設計。

## 概要

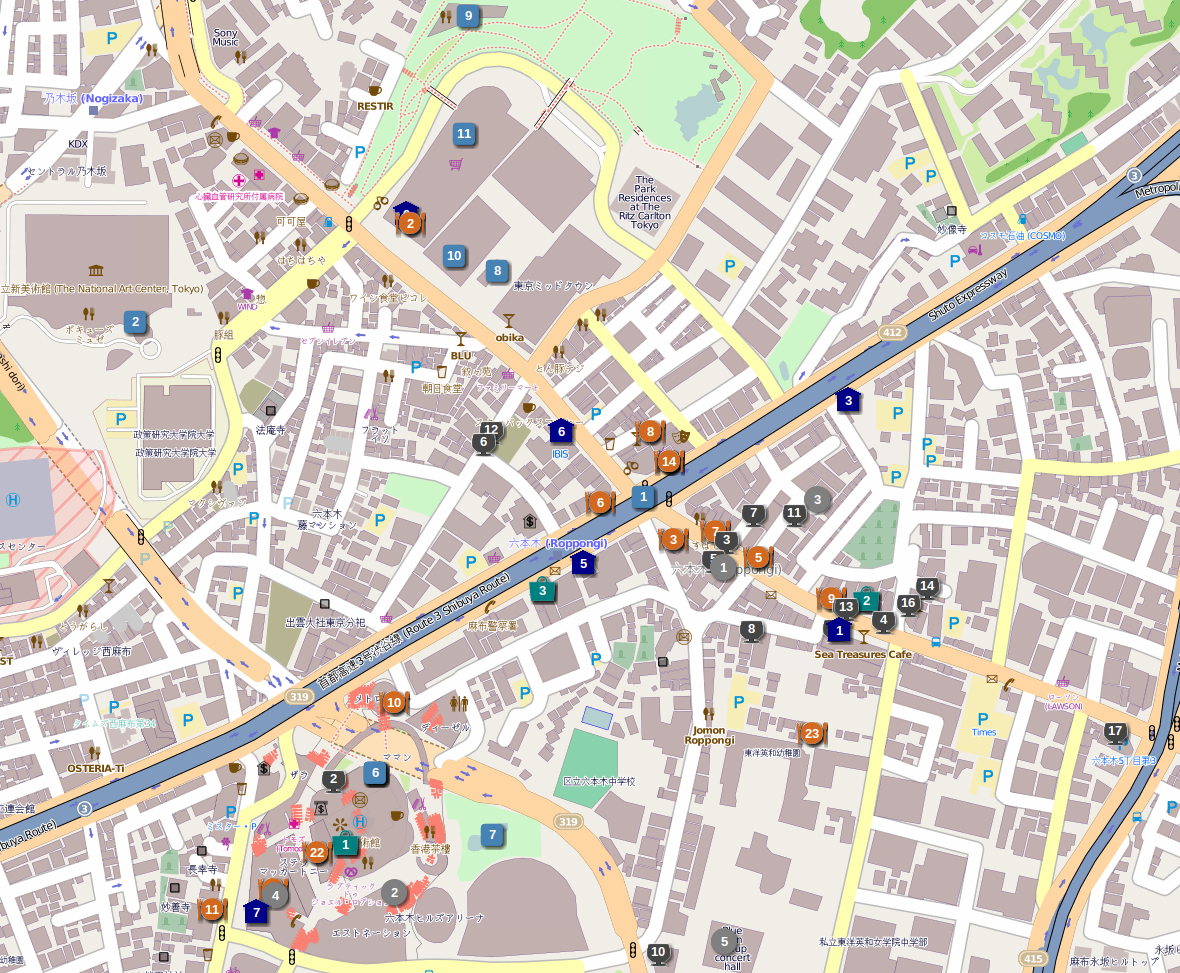
六本木中心部の地図。水色で四角く囲んだ②にあるのが国立新美術館。

文化庁国立新美術館設立準備室と独立行政法人国立美術館が主体となって東京大学生産技術研究所跡地に建設された美術館である。国立の美術館としては1977年（昭和52年）に開館した国立国際美術館以来、30年ぶりに新設された。
地下1階、地上4階、敷地面積30,000平方メートル、延床面積約49,830平方メートルは日本最大で、これまで最大とされていた大塚国際美術館の約1.5倍に及ぶ。また、1階と2階のAからFまでの6室に区切られた展示室は、高さ8m・面積1,000m2ある。
独立行政法人国立美術館に所属している中で唯一コレクションを持たない為、英語名は収蔵品を持つのが通常であるミュージアムではなくアートセンターを用い、「ナショナルアートセンター・トウキョウ　THE NATIONAL ART CENTER-TOKYO」を名乗っている。
波のようにうねるガラスカーテンウォールのファサードが特徴的な建築物となっている。コンセプトを「森の中の美術館」としており、設立目的を展覧会の開催・情報収集およびその公開・教育普及としている。また、館内にはミュージアムショップ・レストラン・カフェなどが併設されている。黒川紀章設計の美術館としては最後のものとなった。

## 沿革
- 1996年（平成8年）立案
- 2002年（平成14年）着工
- 2003年（平成15年）6月 正式名称を「国立新美術館」に決定
- 2006年（平成18年）6月14日 竣工[4]
- 2007年（平成19年）1月21日 開館[5]
- 2010年（平成22年）来場者数1000万人突破[6]
- 2015年（平成27年）来場者数2000万人突破[7]
- 2018年（平成30年）来場者数3000万人突破[8]

## 背景

### 公募団体主導の構想
この美術館の構想はそもそも、社団法人日展ほか大きな美術団体の公募展が東京都所有の東京都美術館の年間スケジュールを占めており、東京都民の団体が新たな団体展を開催しようとしても東京都美術館を使うことができなかったこと、および日本全国規模の公募展が開催可能な国立施設が求められたことが発端となっている。
その後、美術家や公募団体が文化庁や政党、各地方の国会議員に働きかけた結果、1995年以降、各公募団体の代表作家たちや美術評論家を中心に、国立の新美術展示場建設構想の調査がはじまる。場所は六本木の東京大学生産技術研究所（駒場に移転）の跡地があてられ、建設費は380億円を予定していた。当初は「ナショナル・ギャラリー（仮称）」と呼ばれ、日本の芸術文化の育成・国際的な芸術情報発信拠点としての役割が期待されていた。活動内容は複数の公募展の同時並行開催と、新聞社などの主催の大規模企画展のための会場貸しとされ、美術品コレクションや学芸員は置かない方針だった。
しかしこれに対して、公募団体側も国側も新美術館を通して何を実現したいのか、という展望や戦略がないまま、箱の建設のみを進めていたという、ハード面のみ重視する姿勢に批判もあった。また、ナショナル・ギャラリーという名称になれば、日本国外から来る観光客が、ワシントンD.C.のナショナルギャラリーやロンドンのナショナルギャラリーと同様の美術館施設と勘違いして来館する恐れがあるという批判を受けて「ナショナル・ギャラリー（仮称）」は正式名称には採用されず、公募により「国立新美術館」という名称に決定した。また、外国から美術品を借りる際に、受け入れる学芸員が必要なことや、独自の展覧会も開催すべきだとの指摘を受け、数名の学芸員を置くことになった。

### 開館後の課題
東京都美術館で開催してきた公募団体展や首都圏の公立美術館で開かれてきた企画展のうち、かなりの数が移動することになった。美術館ができた以上、各公募団体が新美術館でどのような展示を行うのか（団体以外の人々への案内・美術鑑賞教育、これまでの絵画や彫刻に限らない作品の参加の可否）、美術館やその学芸員は各公募団体とどのように連携し意味のある活動をするのか、が問われることになる。
また、新美術館の重要な役割として、国内各地・国外の、過去・現在・将来に至るあらゆる展覧会に関する図録などの情報を収集・集積・研究し、来館者やウェブサイト訪問者に公開する情報収集・公開機能というものがある。図録・研究書類はライブラリに収められ来館者も閲覧でき、現在開催中や近い将来の展覧会に関しては、ライブラリに併設された「コモンズ（共有地）」という名の場所でポスター閲覧・チラシ集めなどの情報収集ができる。現在、日本の展覧会カタログを過去に遡って網羅的に収集しており、既に日本では最も多く展覧会カタログを所蔵している。

## ギャラリー
- 全景
- 正門
- 1F吹き抜け
- 吹き抜けに位置する空中カフェ
- 空中カフェ
- 空中カフェ俯瞰
- 図書室に隣接する竹林
- 館内廊下

## 建築物

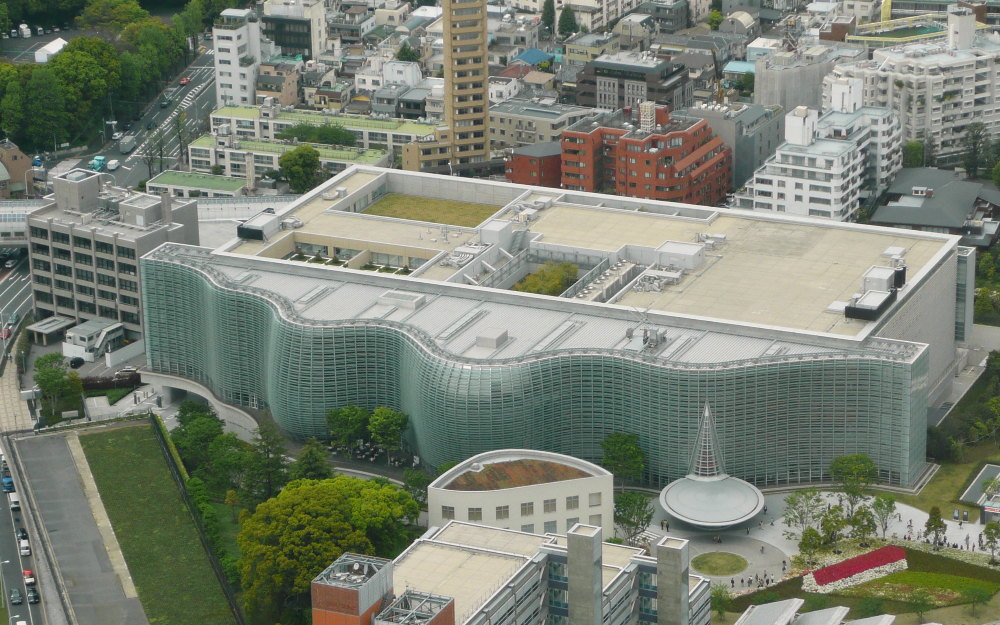
六本木ヒルズ森タワーから望む国立新美術館

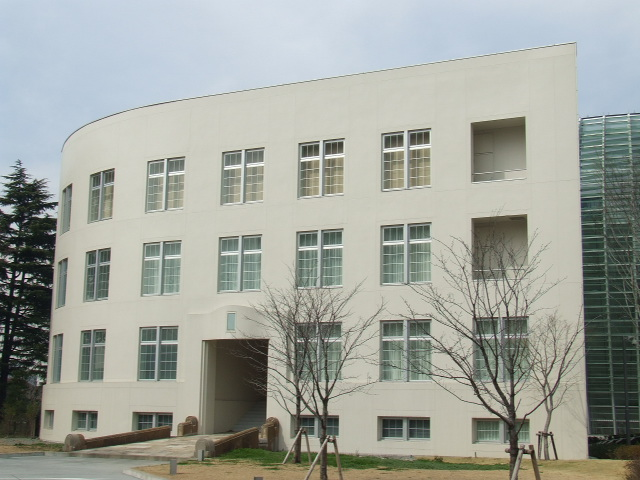
国立新美術館 別館（旧 歩兵第三連隊兵舎）

### 建築概要
- 所在地 ― 〒106-0032 東京都港区六本木7-22[3]
- 設計監理 ― 黒川紀章・日本設計共同体
- 施工 ― 鹿島・大成・松村特定建設工事共同企業体、清水・大林・三井特定建設工事共同企業体
- 着工 ― 2002年（平成14年）7月16日
- 竣工 ― 2006年（平成18年）5月31日
- 階数 ― 地上4階（1階、中2階、2階、中3階、3階、4階）、地下1階
- 構造 ― 鉄骨造（一部鉄骨鉄筋コンクリート）
- 建築面積 ― 12,989.562
- 延床面積 ― 49,834.12m2
- 敷地面積 ― 30,000m2 [2]
- 最高所 ― 32.5m

### 本館
3次元曲面のガラスカーテンウォールによるファサードが特徴的な建築物となっている。これは、敷地周辺に広がる青山公園や青山霊園と共生する美術館を表現するためのデザインである。黒川は「この曲線は私にとっては、単なる流行のデザインではなく、1960年以来の規則と不規則の共生、内と外、建築と自然の共生を示す思想であり、時代精神を表現する実験となっている」としている。展示空間と外部空間の中間領域となっているアトリウムは、レストランやミュージアムショップ、カフェなどを配し、交流の場としての役割を担っている。
ロビー空間を広く取るために、レストランやカフェは逆円錐状の形を採っている。その内部はトイレや倉庫、キッチンとなっている。なお、3Fのレストランはひらまつが展開するフランス料理店「ブラッスリー ポール・ボキューズ ミュゼ」、2Fのカフェは「サロン・ド・テ ロンド」である。そのほかにも1Fに「カフェ コキーユ」が、B1Fには「カフェテリア カレ」があり、B1Fおよび1Fエントランスにはミュージアムショップ「スーベニアフロムトーキョー」が出店している。
裏側は、同時に行われる複数の公募展の作品搬入・開梱・そして審査員による審査などを円滑に行えるよう、充実したトラック用プラットフォーム、バックヤード、環境の良い審査会場、審査員控室を持つ。

### 別館
初期の計画案では、国土交通省は東京大学生産技術研究所として使われていた、旧歩兵第三連隊兵舎を全面的に保存し、それを美術館として転用することを検討していた。兵舎は歴史的建造物で二・二六事件にゆかりのある建造物である。しかし実際には美術館の要求する性能を満たさないほか、構造上耐震性を満足しないことから転用は断念し、新築する方向で進んでいた。
国会議員の有志や鈴木博之、藤森照信などの強い要望から、司令部の一部外壁だけ保存する方向となり、隣接する政策研究大学院大学との敷地のやり取りの末「国立新美術館 別館」として利用されるに至ったものである。

### その他
- 2017年から、日本設計の社員（黒川紀章と共に美術館の設計に携わった）や美術館職員・インターンの解説による、建築ツアーが行われている[15][16][17]。
- 2020年3月から、「国立新美術館建築ガイドアプリCONIC（コニック）」日本語版の配信が開始された。CONICは国立新美術館の建築について紹介するウェブアプリで、スマートフォンなどの端末で、建築の見どころに関する解説を読んだり聞いたり、館内のおすすめスポットを巡るツアーを楽むことができる[18]。
- 「新」の文字をイメージし赤い直線で模られたシンボルマークは、元博報堂のアートディレクター佐藤可士和が作成した[19][20][21]。

### 建築に対する受賞歴
- 2007年（平成18年） - 2006年度 国際建築賞（International Architecture Awards（英語版） 2006）　シカゴ・アテナイオン 建築・デザイン博物館（The Chicago Athenaeum: Museum of Architecture and Design（英語版））[22]
- 2007年（平成18年） - 照明普及賞(優秀施設賞)　一般社団法人 照明学会[23]
- 2007年（平成18年） - 第8回 日本免震構造協会（作品賞） 一般社団法人 日本免震構造協会[24]
- 2008年（平成20年度） - 日本鋼構造協会 業績賞（「国立新美術館の構造設計」 受賞者：（株）日本設計、人見泰義、中村伸）[25]
- 2008年（平成20年度） - グッドデザイン賞（公共施設・建築） 公益財団法人 日本デザイン振興会[26]
- 2008年（平成20年度） - 第49回 BCS賞（作品賞）　一般社団法人 建築業協会[27]

※参考

## 館長
- 2006年（平成18年）～2011年（平成23年） - 林田英樹[20][21]
- 2012年（平成24年）～2019年（令和元年） - 青木保[30][31]
- 2019年（令和元年）～  逢坂恵理子[32]

## 交通アクセス
- 東京メトロ千代田線、乃木坂駅6番出入口直結
- 都営地下鉄大江戸線、東京メトロ日比谷線、六本木駅下車徒歩4分
- 首都高速4号新宿線、外苑出入口より外苑東通り
- 首都高速都心環状線、飯倉出入口より環状3号線

近隣は、六本木ヒルズの森美術館や、防衛庁跡地に建設された東京ミッドタウンに移転したサントリー美術館（本館との3館で「六本木アート・トライアングル」を構成）、21 21 DESIGN SIGHT、泉ガーデンタワーの泉屋博古館分館など、さまざまな美術館が集積することとなる。

## 関連文献
- 黒川紀章氏インタビュー「建築家に聞く　黒川紀章」（『国立新美術館　準備室ニュースNo.1』2004年）
- 国立新美術館の建設について語る黒川紀章氏（2007/7/3）Tokyo Art Beat
  - 国立新美術館の建設について（黒川紀章）（動画）－素材・委員会・予算：巨大美術館を実現する上でのチャレンジ　Tokyo Art Beat
  - 政治的な建築: 黒川紀章とのインタビュー(テキスト版)（2007/6/29）Tokyo Art Beat
- 開館直後の2007年、国立新美術館 開館記念展の1つとして、「黒川紀章展 -機械の時代から生命の時代へ-」が開催され、展覧会の公式サイトでは、黒川による国立新美術館の解説動画が掲載された[34][35][36][37]。
  - 「ドキュメント国立新美術館」（動画） 「黒川紀章展」（2007年1月21日－3月19日）公式ホームページ用動画

### 公式サイト
- 国立新美術館 THE NATIONAL ART CENTER, TOKYO
- 国立新美術館 NACT (@nact_pr) - X（旧Twitter）
- 国立新美術館 (nact.jp) - Facebook
- 国立新美術館 NACT (@thenationalartcentertokyo) - Instagram
- 国立新美術館PR - YouTubeチャンネル

### レストラン・カフェ
- ブラッスリー ポール・ボキューズ ミュゼ[3F]（フランス料理） - 巨大な逆円すいの上部（3階）のレストラン[38]
- サロン・ド・テ ロンド[2F]（ティーサロン） - 巨大な逆円すいの上部（2階）のティーサロン[39][注釈 4][40][41]
- カフェ コキーユ[1F]　（カフェ） - 1階エントランスのカフェ[42]
- カフェテリア カレ[B1F]（カフェテリア）[43]

### ミュージアムショップ
- ミュージアムショップ（スーベニアフロムトーキョー）｜ご利用案内
- SOUVENIR FROM TOKYO（スーベニアフロムトーキョー）
  - スーベニアフロムトーキョー オンラインショップ
- スーベニアフロムトーキョー (@s_f_t) - X（旧Twitter）
- スーベニアフロムトーキョー (souvenirfromtokyo) - Facebook
- SOUVENIR FROM TOKYO (@souvenirfromtokyo) - Instagram

### その他
- 国立新美術館 - artscape
- 国立新美術館 - インターネットミュージアム
- “国立新美術館”. TripAdvisor. 2020年4月22日閲覧.